# فكالة

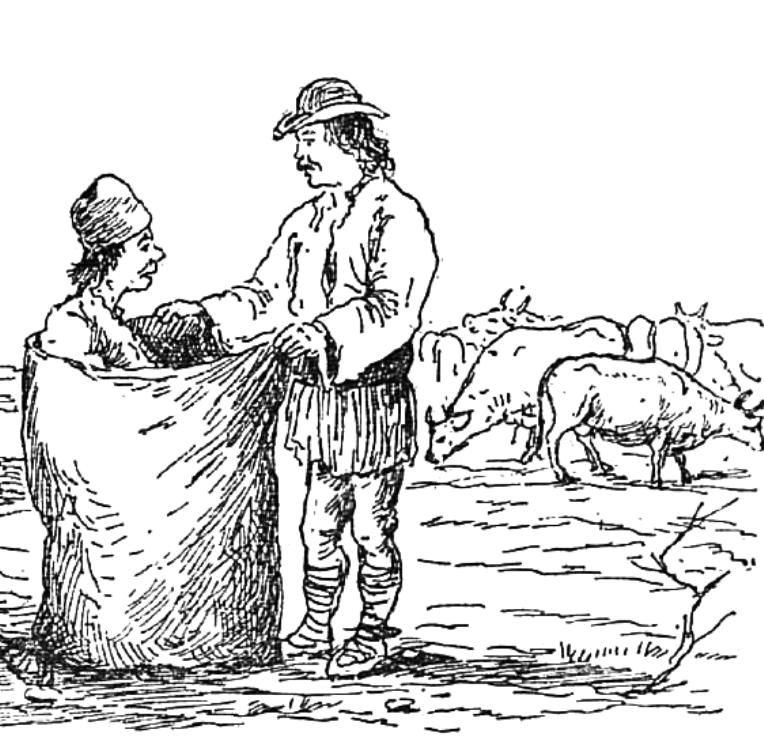
رسمة تخيلية لفكالة.

فكالة (بالرومانيَة: Păcală) هو شخصية خيالية في الفولكلور والأدب والفكاهة الروماني. وتصور الشخصية شابًا غير راغب، على ما يبدو فلاحًا، يقوم باحتقار والسخرية من السلطات القروية (سواء كان كاهنًا أو بويارًا أو قاضياً)، ولكنه غالبًا ما يلعب دور الأحمق. وظهرت الشخصية في العديد من الأعمال الأدبيَّة والأساطير الرومانية.